# Cantemir (Mołdawia)
Cantemir – miasto w Mołdawii, siedziba rejonu Cantemir. W 2014 roku liczyło 3429 mieszkańców.